# Elektrisk dipol

Animation som visar det elektriska fältet från en elektrisk dipol. En dipol består av två elektriska punktladdningar med motsatt laddning placerade nära varandra. En transformation från en punktdipol till en dipol där laddningarna har ändligt avstånd från varandra.

Närfältet av två motsatta laddningar av samma storlek; fjärrfältet är det egentliga dipolfältet.

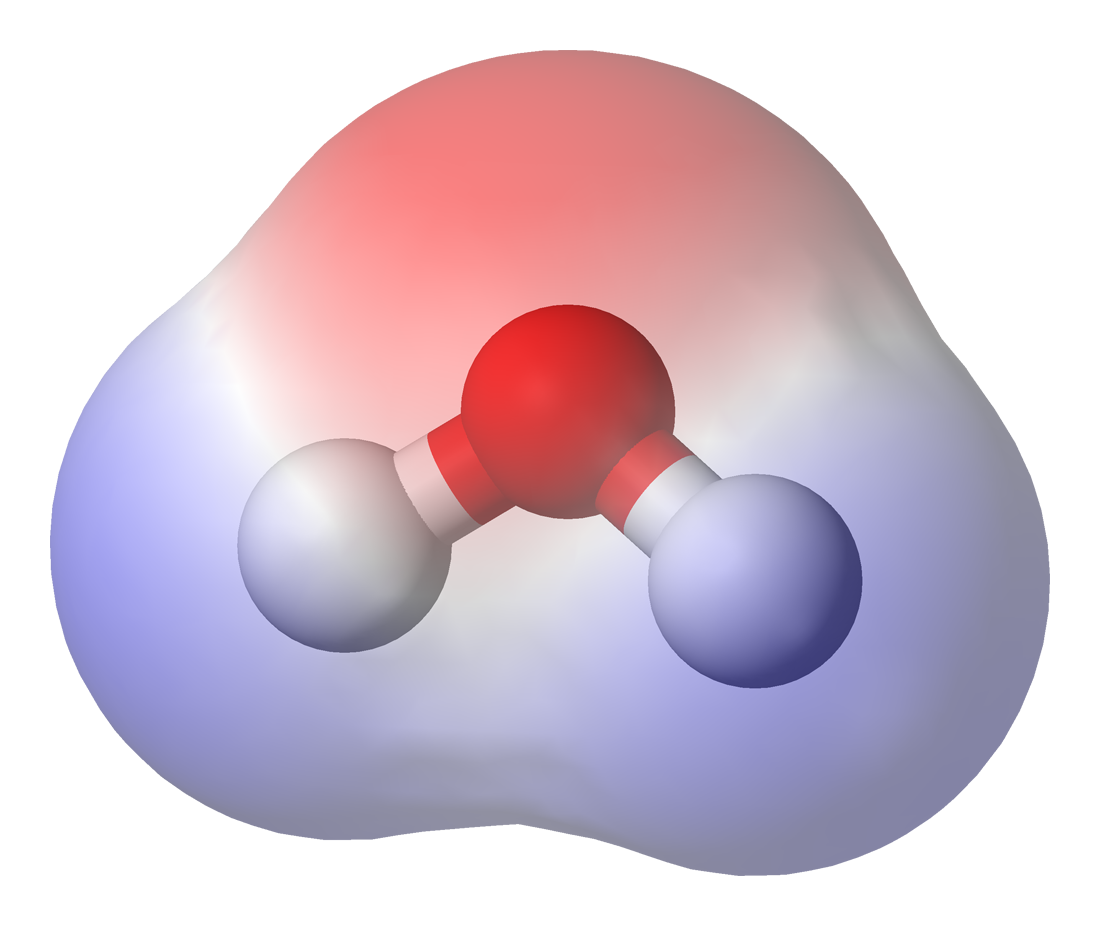
En vattenmolekyl är polär eftersom elektronfördelningen inte är konstant och att molekylen är V-formad. Det röda området har överskott av negativa laddningar och det blå har underskott på negativa laddningar.

En elektrisk dipol är inom fysiken två elektriska laddningar med samma magnitud men olika tecken placerade med ett litet inbördes avstånd. 
Om laddningarna är {\displaystyle q} och {\displaystyle -q}, placerade i (0,0,d/2) respektive (0,0,-d/2), blir den elektriska potentialen {\displaystyle V(\mathbf {r} )} där {\displaystyle r\gg d\,} som följer
{\displaystyle V={\frac {qd\cos(\theta )}{4\pi \varepsilon r^{2}}}}
där {\displaystyle \theta \,} är vinkeln mellan positiva z-axeln och vektorn {\displaystyle \mathbf {r} }, och {\displaystyle \varepsilon \,} är permittiviteten.
E-fältet blir 
{\displaystyle \mathbf {E} (\mathbf {r} )\equiv -\nabla V(\mathbf {r} )={\frac {p}{4\pi \varepsilon r^{3}}}\left(2\cos(\theta ){\hat {\mathbf {r} }}+\sin(\theta ){\hat {\mathbf {\theta } }}\right).}
Fältstyrkan avtar alltså med tredje potensen av avståndet.

## Dipoler inom kemi

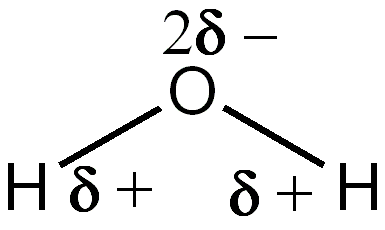
Vattenmolekyl, den positiva laddningen ligger förskjuten mot vätet och den negativa mot syret.

Molekyler kan vara elektriska dipoler, om de är uppbyggda av atomer av olika grundämnen och alltså med olika elektronegativitetsvärde bundna med kovalent bindning. De olika elektronegativitetsvärdena gör att molekylen får en ojämnt fördelad laddning även om den totalt sett är oladdad. Diatomära (tvåatomiga) molekyler är alltid dipoler om inte båda atomerna är av samma slag, men när molekylerna består av fler än två atomer av olika slag avgör deras geometriska form om de blir dipoler eller inte. Molekyler som är dipoler orienterar sig i förhållande till varandra så att positiva sidor närmar sig andra molekylers negativa sidor. Genom att olika laddningar attraherar varandra uppstår det dipol-dipolbindningar mellan molekylerna.

## Fältet från en elektrisk dipol
Den elektrostatiska potentialen i position r från en elektrisk dipol i origo ges av:
{\displaystyle V(\mathbf {r} )={\frac {1}{4\pi \varepsilon _{0}}}\,{\frac {\mathbf {p} \cdot {\hat {\mathbf {r} }}}{r^{2}}}}
där
{\displaystyle {\hat {\mathbf {r} }}} är en enhetsvektor i r-riktning, p är elektriska dipolmomentet och ε0 är elektriska konstanten.
Denna term förekommer som den andra termen i multipolutvecklingen hos en godtycklig elektrostatisk potential V(r). Om källan till V(r) är en dipol, vilket antas här, blir denna term den enda ickeförsvinnande termen i multipolutvecklingen av V(r). Det elektriska fältet från en dipol kan bestämmas från gradienten av potentialen:
{\displaystyle \mathbf {E} =-\nabla V={\frac {1}{4\pi \epsilon _{0}}}\left({\frac {3(\mathbf {p} \cdot {\hat {\mathbf {r} }}){\hat {\mathbf {r} }}-\mathbf {p} }{r^{3}}}\right)-{\frac {1}{3\epsilon _{0}}}\mathbf {p} \delta ^{3}(\mathbf {r} )}
där E är det elektriska fältet och δ3 är den  3-dimensionella deltafunktionen. Detta är formellt identiskt med H-fältet från en magnetisk punktdipol med några namn utbytta.

## Vridmoment på en elektrisk dipol
Eftersom riktningen på ett elektriskt fält definieras som riktningen på en positiv testladdning pekar fältlinjerna bort från en positiv laddning och mot en negativ laddning.
När en dipol placeras i ett elektriskt fält så uppstår lika men motriktade krafter på båda sidorna av dipolen, vilket skapar ett vridmoment τ:
{\displaystyle {\boldsymbol {\tau }}=\mathbf {p} \times \mathbf {E} }
för ett elektriskt dipolmoment p (i coulomb-meter)
Det resulterande vridmomentet "vill" ställa in dipolen med det pålagda fältet vilket ger en potentiell energi på
{\displaystyle U=-\mathbf {p} \cdot \mathbf {E} }.

## Kvantmekanisk dipoloperator
Betrakta ett antal partiklar N med laddningen qi och ortsvektorn ri. Till exempel kan denna samling partiklar vara en molekyl uppbyggd av elektroner med laddningen −e och en kärna med laddning eZi där Zi är antalet protoner av den i te kärnan.
Den observerbara storheten, observabeln, ges av dipoloperatorn:
{\displaystyle {\mathfrak {p}}=\sum _{i=1}^{N}\,q_{i}\,\mathbf {r} _{i}\,.}